# Luis de Laá y Rute
Luis de Laá y Rute (Málaga, 1844 – Madrid, 1889) fue un político, jurista y funcionario público español, hermano de Guillermo de Laá y Rute, Román de Laá y Rute y Rafael de Laá y Rute. Proveniente de una destacada familia política del siglo XIX, su matrimonio con Marie-Lætitia Bonaparte-Wyse, atribulada con la familia Bonaparte, otorgó a su figura una proyección internacional singular.

## Biografía
Nacido en Málaga, hijo de Antonio de Laá y Ortega y Antonia de Rute y Belluga. Tras licenciarse en Derecho, se incorporó a la administración pública, donde destacó por su compromiso liberal y su carrera jurídica.

## Matrimonio con Marie-Lætitia Bonaparte-Wyse
Luis de Laá y Rute contrajo matrimonio con Marie-Lætitia Bonaparte-Wyse (1831–1902), escritora, poetisa e intelectual. Era hija del diplomático irlandés Sir Thomas Wyse y de Letizia Bonaparte, esta última hija de Lucien Bonaparte, príncipe de Canino y hermano de Napoleón Bonaparte.
Gracias a esta unión, la familia de Laá y Rute quedó emparentada con la línea Bonaparte descendiente de Lucien, lo que fortaleció sus vínculos con influyentes círculos culturales y políticos europeos.

## Vinculación intelectual
Luis mantuvo una relación cercana con los ideales krausistas, especialmente con el entorno de Francisco Giner de los Ríos, impulsor de la Institución Libre de Enseñanza.

## Fallecimiento
Falleció en Madrid en 1889 a los 44 años, siendo recordado por su coherente actividad política y por el notable vínculo cultural de su familia.

## Galería de imágenes

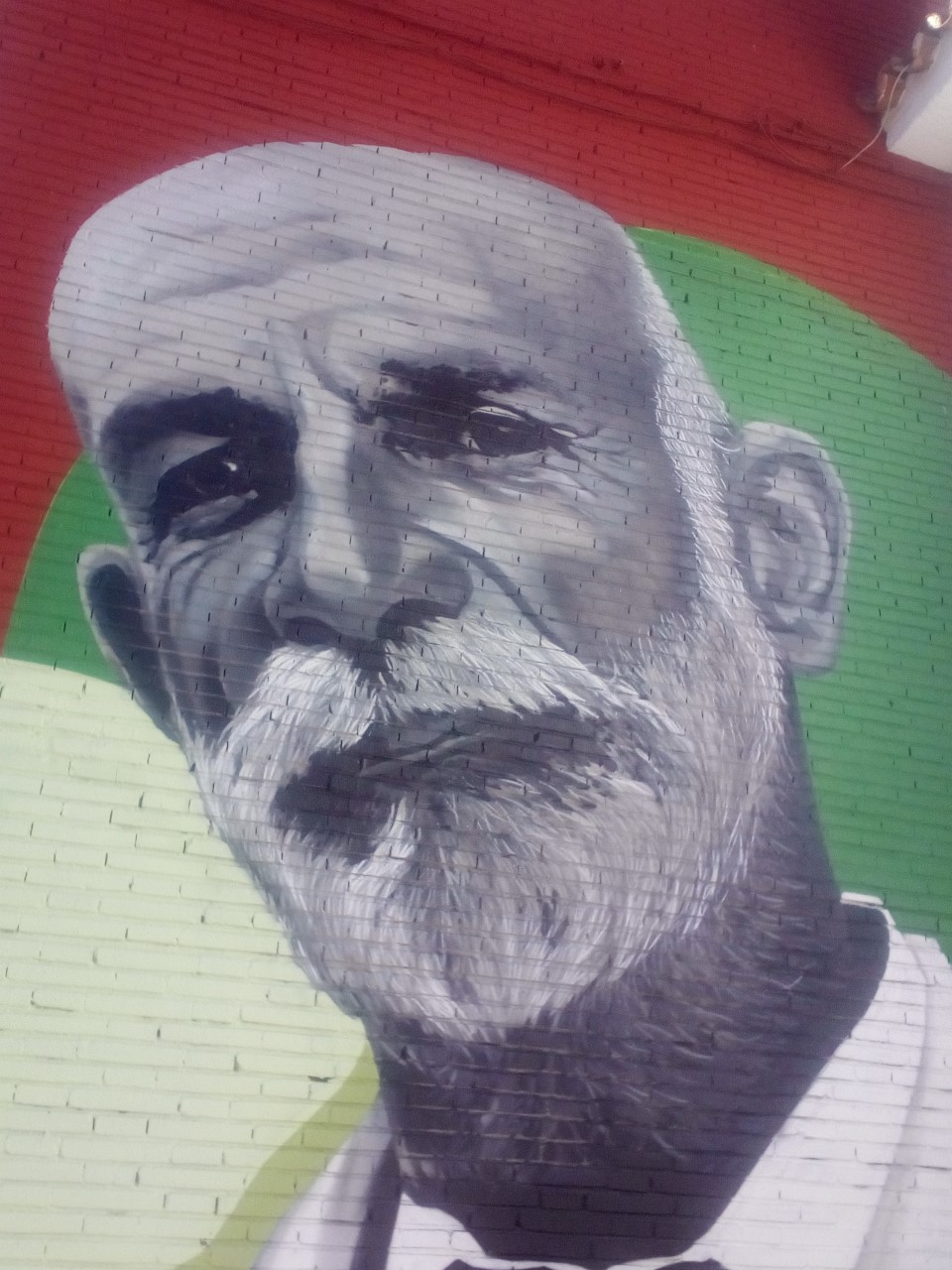
Francisco Giner de los Ríos, intelectual cercano